# Качановский сельский совет (Полтавская область)
Качановский сельский совет (укр. Качанівська сільська рада) — входит в состав
Гадячского района
Полтавской области
Украины.
Административный центр сельского совета находится в 
с. Качаново.

## История
- 1692 — дата образования.

## Населённые пункты совета
- с. Качаново
- с. Выришальное
- с. Новоселовка
- с. Степовое
- с. Дачное